# Segeberger Höhlenkäfer
Der Segeberger Höhlenkäfer (Choleva lederiana holsatica) ist ein Käfer aus der Familie der Leiodidae, der nur in Bad Segeberg endemisch vorkommt.

## Merkmale
Der Käfer ist etwa 5 Millimeter lang und einheitlich dunkelbraun gefärbt. Er ähnelt sehr der häufigen Art Choleva agilis, die vor allem in Gängen von Wühlmäusen und Maulwürfen gefunden wird. Der Kopf ist, wie bei allen verwandten Arten, unmittelbar hinter den Augen abrupt zu einer schmalen Halspartie verschmälert, die in den Prothorax eingezogen ist. Der Kopfschild ist von der Stirn durch eine quer verlaufende Naht getrennt. Die gesamte Oberfläche ist fein, aber deutlich punktiert, nicht quergerieft, die Flügeldecken fein anliegend behaart. Fühler und Beine sind relativ lang und schlank. Der Halsschild ist schmaler als die Flügeldecken und hinter der Mitte am breitesten. Die Art ist von den nahe verwandten Arten bei den Männchen an der Lage eines Zahns an den Hinter-Trochanteren unterscheidbar, bei den Weibchen an der Spitze der Elytren, die innen (im Nahtwinkel) zu einem scharfen Zahn ausgezogen sind.

## Vorkommen
Der  Käfer lebt nur in der Kalkberghöhle von Bad Segeberg in Schleswig-Holstein, der nördlichsten Naturhöhle Deutschlands, bei einer ganzjährig konstanten Temperatur von zwischen 8 und 9 °C und einer Luftfeuchtigkeit von knapp 100 %. Er flieht vor Licht (negative Phototaxis). Die Käfer laufen schnell und gewandt, sind aber, obwohl sie voll ausgebildete Hinterflügel besitzen, noch nie fliegend beobachtet worden.
Er ernährt sich von Exkrementen und Kadavern der Fledermäuse. Seine größte Populationsdichte erreicht der Käfer während der Winterruhe der Fledermäuse, von denen etwa 22.000 Tiere in der Segeberger Höhle überwintern. Nach dem Ende der Winterruhe der Fledermäuse und deren Ausflug aus der Höhle Ende März treten die Höhlenkäfer bis Anfang Juli in eine Ruhephase. Mitte Juli paaren sich die Höhlenkäfer und die Weibchen legen die relativ geringe Zahl von 30 Eiern ab. Mit der Rückkehr der ersten Fledermäuse Ende August beginnt der Schlupf der Käferlarven, die sich nach wenigen Wochen verpuppen. Ab Mitte November schlüpfen dann die Käfer, danach leben etwa 15000 Käfer in der Höhle, die hier keine Fressfeinde haben. Man vermutet, dass sich die Segeberger Höhlenkäfer über einen Zeitraum von etwa 10.000 Jahren zu einer eigenen, isoliert lebenden Unterart entwickelten. Die Nachzucht unter Laborbedingungen ist bisher nicht gelungen.

## Systematik
Die Art ist von Benick und Ihssen als eigenständige Art Choleva holsatica beschrieben worden und wurde später als Unterart von Choleva septentrionis eingeordnet, bis diese Art 2003 von Ruzicka und Vavra mit der früher beschriebenen Choleva lederiana synonymisiert wurde. Eine ganze Reihe ähnlicher und verwandter Arten lebt in Höhlen und Blockhalden der Gebirge Europas. Eine nahe verwandte und sehr ähnliche Form wurde von Ipsen und Tolasch 1997 aus der Hohlsteinhöhle im Teutoburger Wald als Choleva septentrionis sokolowskii neu beschrieben. 